# Campinas do Sul
Campinas do Sul este un oraș în Rio Grande do Sul (RS), Brazilia.